# Peromyscus keeni
Peromyscus keeni är en däggdjursart som beskrevs av Rhoades 1894. Peromyscus keeni ingår i släktet hjortråttor och familjen hamsterartade gnagare. IUCN kategoriserar arten globalt som livskraftig. Inga underarter finns listade i Catalogue of Life.

## Utseende
Arten blir med svans 14 till 26,3 cm lång, svanslängden är 7 till 12,6 cm och vikten varierar mellan 15 och 52,4 g. Peromyscus keeni har 19 till 32 mm långa bakfötter och 12 till 26 mm långa öron. De största individerna lever på öar. Pälsens färg på ovansidan varierar mycket mellan olika individer. Den kan vara brun, rödbrun, mörkbrun eller gråbrun. Ofta finns en bredare mörkare linje på ryggens topp. Undersidan är vanligen täckt av ljusgrå till vit päls, ibland med en ljusbrun eller rödbrun skugga. Hos några individer förekommer en fläck med helt vita hår under hakan. Artens svans är uppdelat i en mörkbrun ovansida och en vit undersida. Den har en liten tofs av styva hår vid slutet. Pälsen byts under sensommaren och hos ungar två gånger innan de blir vuxna. Peromyscus keeni har stora ögon, långa morrhår och stora öron som är täckta av korta hår. Tandformeln är I 1/1 C 0/0 P 0/0 M 3/3, alltså 16 tänder. Honor har tre par spenar.

## Utbredning och habitat
Denna gnagare förekommer i västra Kanada och nordvästra USA (även södra Alaska) vid Stilla havet. Peromyscus keeni hittas dessutom på flera av regionens öar. Den vistas i låglandet och i bergstrakter i olika slags skogar som dock inte bör vara för tät. Ofta hittas arten vid gläntor eller intill väger som går genom skogen. Denna hjortråtta besöker odlade områden.

## Ekologi
Individerna äter främst frön, frukter och ryggradslösa djur. Honan har under årets varma månader flera kullar. Dräktigheten varar cirka 24 dagar och sedan föds 3 till 5 ungar. Några nyfödda honor kan ha en egen kull efter 5 till 6 veckor.
Peromyscus keeni är nattaktiv. Hannar är vanligen aggressiva mot artfränder av samma kön och honor bara när de är dräktiga. Hierarkin inom arten är inte lika bra utvecklad som hos andra hjortråttor. Denna gnagare har flera olika fiender som mårddjur, rävar, ugglor, andra rovlevande fåglar och ormar.
Vid kusten äter Peromyscus keeni ägg av fåglar, till exempel av marmoralka och hornalka, vad som påverkar deras bestånd.